# Erdőtelki Égerláp Természetvédelmi Terület
Az Erdőtelki Égerláp Természetvédelmi Terület Erdőtelek mellett található. A község és környéke bővelkedik a természeti értékekben és látnivalókban: a Hevesi Füves Puszták Tájvédelmi Körzet több kisebb-nagyobb foltja is a falu környékén helyezkedik el, amelyek a szikesedő puszták szépségeit és értékeit mutatják be. A terület érdekessége, hogy az égerláp viszonylag száraz területen alakult ki.

## Védetté nyilvánítás
A javaslattevő az – akkori nevén – Egri Tanárképző Főiskola Növénytani Tanszéke volt. A javaslat kelte 1987 májusára tehető. A területet 1989 március 1-i hatállyal, rendeletben nyilvánította védetté az erre illetékes tárca, akkori nevén a Környezetvédelmi és Vízgazdálkodási Minisztérium (ma Vidékfejlesztési Minisztérium). Az égerlápot jelenleg a Bükki Nemzeti Park kezeli, felügyeletét az Erdőtelki Arborétum vezetője gyakorolja.

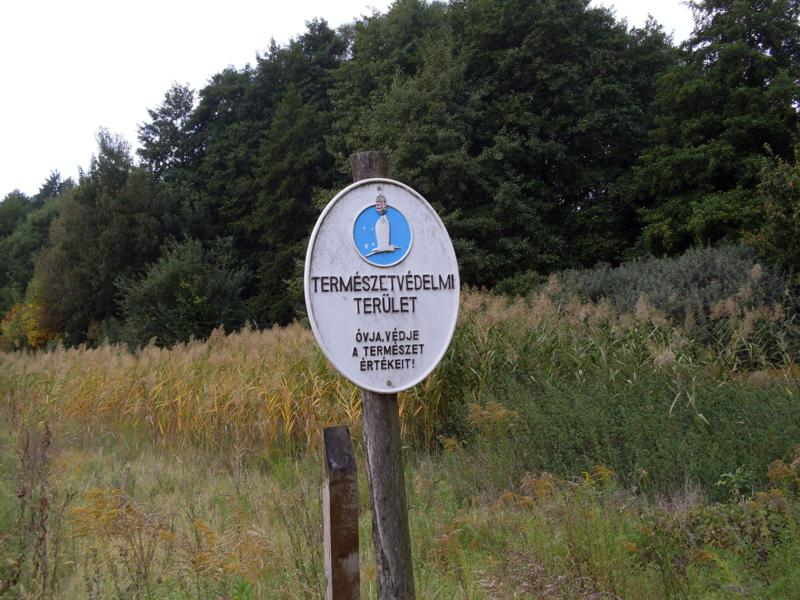
A természetvédelmi terület védettségét jelző tábla

## Területi adatok
- Területe: 18,1 hektár
- A terület természetvédelmi törzskönyvi száma: 206/TT/89.
- A terület rendeltetése: „Az égerlápi és fűzlápi valamint az eredeti mocsári tölgyes növénytársulások élővilágának megőrzése.

## Földrajzi elhelyezkedés
Az Alföld északi részén fekvő Hevesi-síkon, azon belül a Hevesi-homokháton helyezkedik el, Erdőtelek község belterületének északi széle közelében, nem messze a településen átvezető 3208-as úttól. Földrajzi koordinátái: északi szélesség 47°39’, keleti hosszúság 20°21’.

## Éghajlat
Bacsó-féle körzetbeosztás szerint: I/b (Nagyalföld középső legszárazabb vidéke). A körzet évi középhőmérséklete 10 °C, évi átlagos hőingása 23,0-24,5 °C.

## Geológiai és hidrológiai viszonyok
A védett terület pleisztocén őshomokon, a Tisza jobbparti vízgyűjtőjében fekszik. Fő befogadója a Hanyi-ér (teljes vízgyűjtő területe 304,7 km²). A Hanyi-ér medrének alsó szakaszán 1965, 1966, 1971. években végeztek mederrendezést.
A védett területen több kutat is fúrt (4db) a Magyar Állami Földtani Intézet (MÁFI), melyek a talaj vízszintingadozását hívatottak szolgálni.

## Talajadottságok
Genetikai talajtípus szerint, a terület központi részét képező égerláp alatt enyhén tőzeges, kotusodó láptalaj található, ez a védett terület szélén réti talajokba megy át. 
Az 1970-es években a védett terület több pontján talaj-mintavételezés történt. Ez alapján a talaj kémhatása gyenge lúgosságot mutat (vízben mért 7,8-8,3). CaCO3 magas, 15% fölötti, összes sótartalom és Na-tartalom valamennyi mintánál kedvező, alacsony.

## Flóra

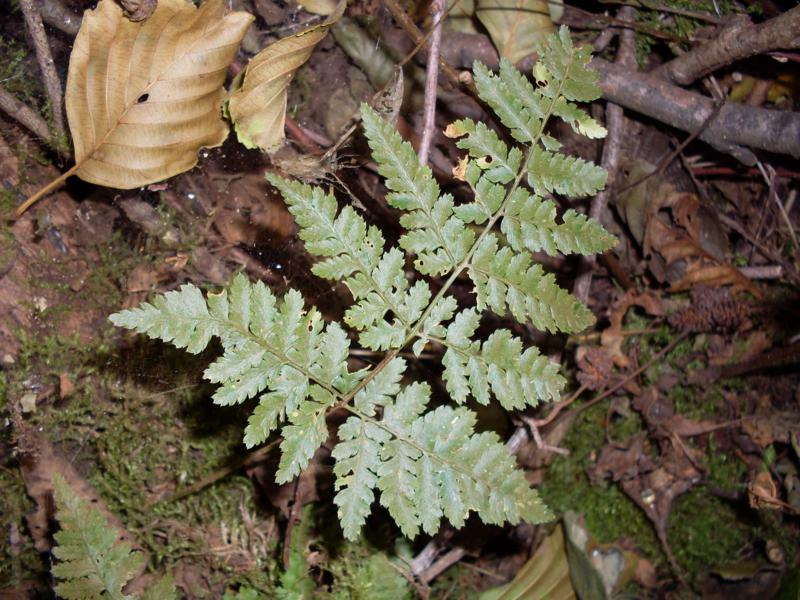
Szálkás pajzsika (Dryopteris carthusiana)

Növényföldrajzi besorolás: Az Északi-középhegység (Matricum) és Alföld (Eupannonicum) flóravidék határán, a Borsodense-Agriense-Cirsicum flórajárás által közrefogva kialakult azonális vegetációtípus. 
Az égerláp növényfajai az itt fellelhető élőhelytípusok szerint kerülnek csoportosításra.
A ritka fajok között említést érdemel néhány védett növény sziki és mocsári fajok egyaránt, ezen belül is pl: a Szálkás pajzsika (Dryopteris carthusiana).
A védett területen az alábbi élőhelytípusok fordulnak elő
- Zárt nádas: Média:Nádas.jpg
- Nedves mezofil rét, kaszáló: Média:Kaszáló rét.jpg
- Láperdő (égeres): Média:Mézgás éger (Alnus glutinosa).jpg, Média:Lábas éger.jpg
- Bokorfüzes

## Fauna
Az Erdőtelki Égerláp Természetvédelmi Területre vonatkozó zoológiai kutatási adatok igen csekély mennyiségben állnak rendelkezésre. Az 1990-ben végzett, főként gerincesekre vonatkozó megfigyelések alapján a száraz pusztai környezetbe ékelt láperdő folt, mint „oázis” gazdag állatvilágot vonz. Ez a hatás megmutatkozik a helyben szaporodó, lokális fauna összetételében, de jelentős az átvonuló madárpopulációk vonatkozásában is. 

### Gerinctelenek
A gerinctelen fauna mind az Ízeltlábúak (Artrophoda), mind a Puhatestűek (Mollusca) vonatkozásában gazdagnak mondható. Ezek pontos leírása és kielemzése sajnos a mai napig még nem történt meg. 
Számos „vörös könyves” lepkefaj (Lepidoptera)-(főként bagolylepkék-Noctuidae) előfordul a területen.

### Gerincesek
A területen terepbejárásra, felmérésre, faunisztikai szempontból legutoljára 1990-ben került sor. Ekkor 104 faj előfordulását állapították meg, ezek közül 81 védett, 23 a nem védett, illetve vadászható kategóriába tartozott. A védett területen előforduló gerincesek közül néhány alább kerül felsorolásra:
Számos kétéltű (főként békafaj);fokozottan védett ragadozó madarak, mint pl.: a Kerecsensólyom (Falco cherrug), Parlagi sas (Aquila heliaca), Hamvas rétihéja (Circus pygargus), stb. Megtalálható itt a „vörös könyves” Túzok (Otis tarda), Őz (Capreolus capreolus), Mezei nyúl (Lepus europaeus), Fácán (Phasianus colchicus), Fogoly (Perdix perdix), Gímszarvas (Cervus elaphus)- és Vaddisznó (Sus scrofa) is
előfordul. A vízi szárnyas és halállomány különösen nagy egyedszámmal képviselteti
magát.

## Gazdasági, társadalmi és kulturális jellemzők

### Erdőgazdálkodás
Az égerest az idők során többször levágták. A védetté nyilvánítás óta beavatkozás, kezelés nem volt, jelenleg érvényben lévő üzemterve nincs. Fakitermelés csak a természetvédelmi kezelés részeként, a folyamatos erdőborítás érdekében végezhető.

### Mezőgazdálkodás
A védett terület K-i szélét szántóföld határolja, ahol intenzív mezőgazdálkodás folyik. A védett terület É-i oldalát határoló kaszálón gyepgazdálkodás folyik, amelyet szintén a természetvédelmi kezelés egy részeként végeznek.

### Vadgazdálkodás, halászat
A területen csak őshonos vadfajok tarthatók fenn, valamint a vadállományt a természetes vadeltartó képességnek megfelelő szinten kell tartani. 
Halászati tevékenység nincs a védett területen.

### Elhelyezkedés, megközelíthetőség
Közvetlenül Erdőtelek község mellett, annak központjától északnyugatra, az Arborétum szomszédságában fekszik. Megközelítése a határoló utakról, vagy az Arborétumból nyíló kapun át lehetséges.

### Bemutatás
Rendszeres látogatás a területen nincs, bemutató létesítmény a területen nincs. A védett területre 2010 márciusában egy rövid tanösvény-tervezet készült el.

### Kutatás

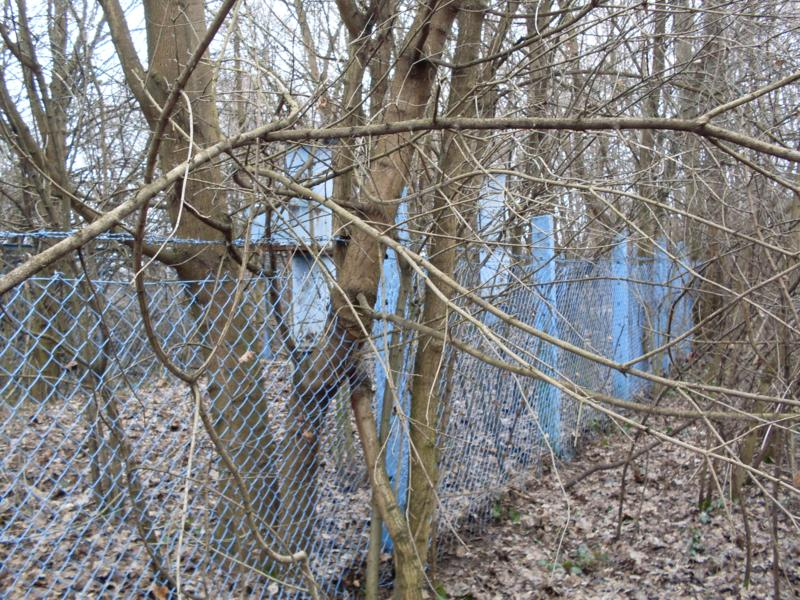
A Magyar Állami Földtani Intézet kútjai

A védett terület korábbi kezelője (FŐKERT) tervezést megelőző alapfeltárásokat végzett (talajtani, geodéziai stb.), valamint felmérte a területen lévő növényállományt. A MÁFI-kútcsoport kevésbé helyi, inkább országos összehasonlításra szolgáltat adatot.

### Tájképi és kultúrtörténeti értékek
Jellegzetes „turjános”, bokorfüzes égeres, kaszálóréti foltokkal mozaikos tájkép.
Kultúrtörténeti értékek a vizsgált területen nincsenek.

## Veszélyeztetések

### Közvetlen veszélyeztetés
A belterület közelsége (illegális fakitermelés, kommunális szemét lerakása, területfoglalás),
kiszáradás, illetve a vízutánpótlás elmaradása, vízelvezetés, területcsökkentés,

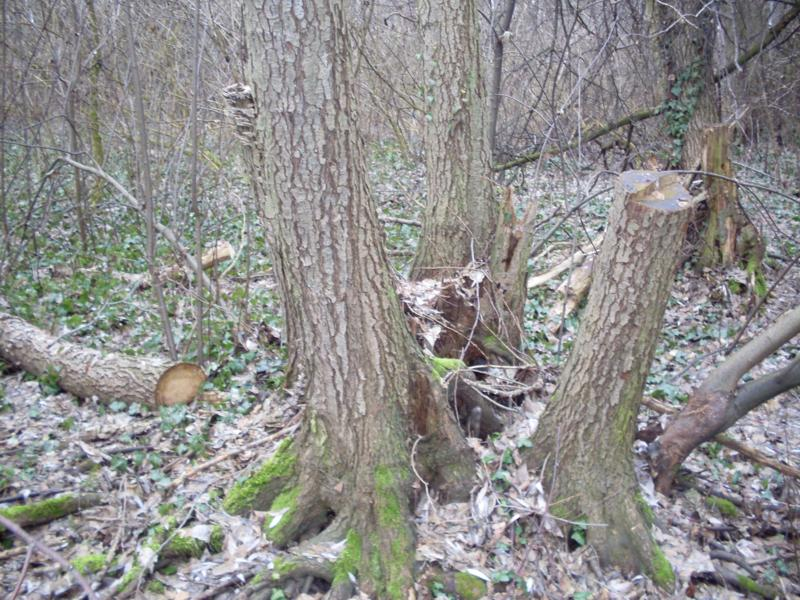
Egyre gyakoribb az illegális fakitermelés...

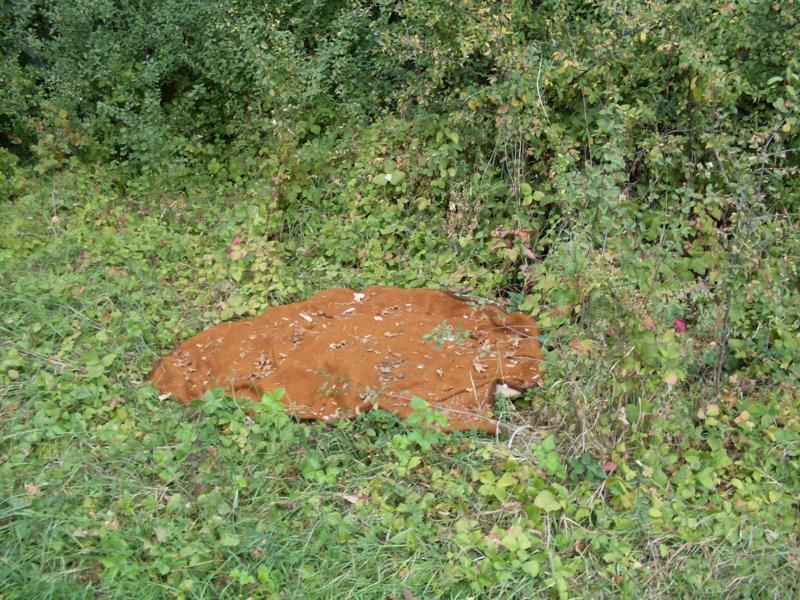
gondot jelent a kommunális szemétlerakás is

vadászat, csigagyűjtés.

### Potenciális veszélyeztetés
A műtrágya bemosódása az égeressel szomszédos szántóterületekről, vegyszerezés esetén a kemikáliák „besodródása, száraz odvas fák (holtfák) kivágása, kihordása a területről – ez az odúlakó madárfajok, denevérek életterét csökkenti, kaszálás elmaradása a réteken, amely a gyomosodás irányába hat, vízminőség romlása a csatornákban (kommunális és mezőgazdasági szennyezés).

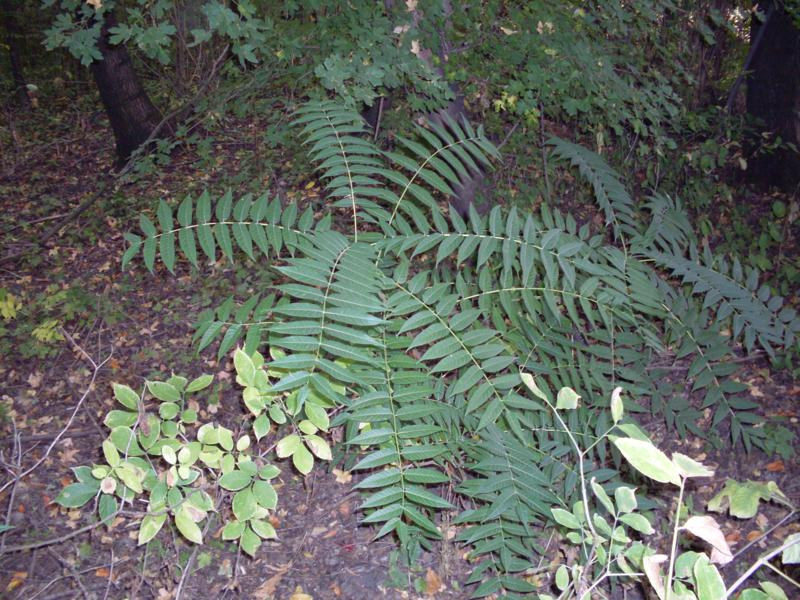
Megjelent a mirigyes bálványfa... (Ailanthus altissima)

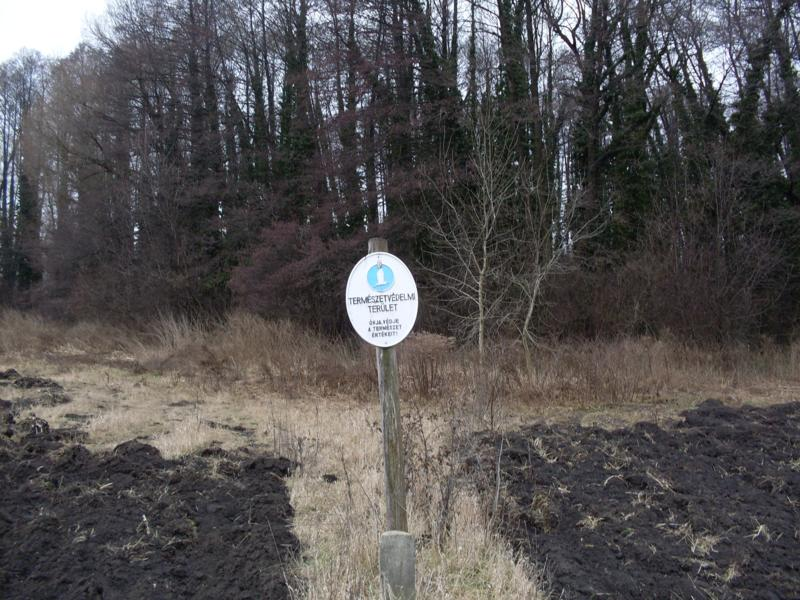
Égerláp és az intenzív szántó találkozása

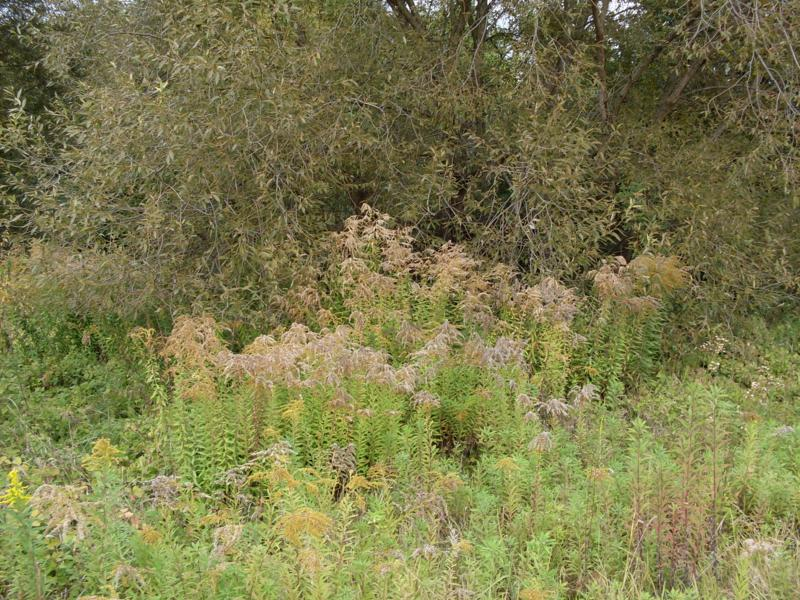
és a magas aranyvessző (Solidago gigantea) is